# Volkswagen Passat B7

## Passat B7 (2010-2015)

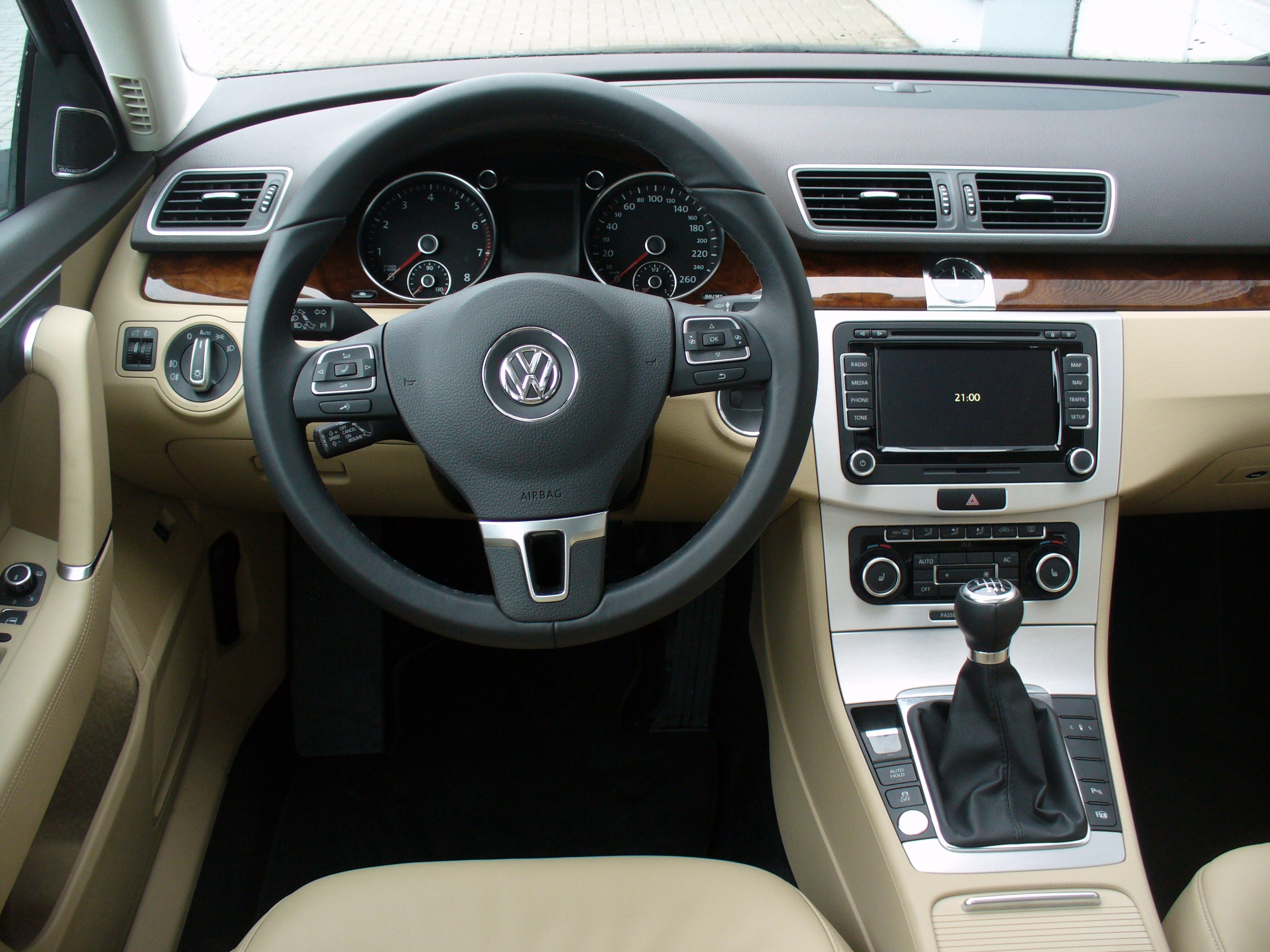
Volkswagen Passat Interior

La séptima generación presentada como una nueva generación, es en realidad más que un restyling del Passat B6 en la que se modifica el frontal y la trasera para adecuarlo a los cánones de diseño de la firma iniciados con el Scirocco III y Polo V, modelos de nueva factura, y aplicados más tarde al resto de la gama que dependiendo del modelo cambia o no de generación ( Golf VI, Touran, Eos, T5, Caddy, Tuareg o Tiguan).
A nivel interno se rediseña parcialmente el salpicadero incluyendo un nuevo reloj analógico, una nueva consola con pantalla de hasta 7 pulgadas en color, y se ubican de una forma más ergonómica los mandos de las puertas.
La principal mejora de esta «nueva generación» es en los niveles de equipamiento que incluye todo tipo de asistencias a la conducción, todos los gadgets esenciales se encuentran de serie desde las versiones más básicas, y la lista de opciones no tiene nada que envidiar a las berlinas de nivel superior.
Como novedad, la versión estadounidense ha tenido un desarrollo diferenciado de la versión europea, de mayor tamaño y más adecuada a los estándares locales.
Ciertos modelos diésel de esta generación forman parte del Escándalo de las emisiones de Volkswagen. Sus emisiones son mayores que las oficialmente documentadas y puede incurrir en impuestos medioambientales superiores en determinados países.

### Motorizaciones
| Periodo                        | 2010-2014                                         | 2010-2014                                                                      | 2012-2014                                                | 2010-2012                                         | 2010-2014                                         | 2010-2014                  |
| Identificación del motor       | CAXA                                              | CDGA                                                                           | CTHD, CKMA                                               | CDAA                                              | CCZB                                              | BWS                        |
| Tipo de motor                  | L4 16v, inyección directa, turbo, intercooler     | L4 16v, inyección directa, turbo, compresor, intercooler, preparación para GLP | L4 16v, inyección directa, turbo, compresor, intercooler | L4 16v, inyección directa, turbo                  | L4 16v, inyección directa, turbo                  | VR6 24v, inyección directa |
| Diámetro x carrera             | 76.5 mm × 75.6 mm                                 | 76.5 mm × 75.6 mm                                                              | 76.5 mm × 75.6 mm                                        | 82.5 mm × 84.2 mm                                 | 82.5 mm × 92.8 mm                                 | 89.0 mm × 96.3 mm          |
| Cilindrada                     | 1390 cm³                                          | 1390 cm³                                                                       | 1390 cm³                                                 | 1798 cm³                                          | 1984 cm³                                          | 3597 cm³                   |
| Relación de compresión         | 10.0: 1                                           | 10.0: 1                                                                        | 10.5: 1                                                  | 9.6: 1                                            | 9.6: 1                                            | 11.4: 1                    |
| Potencia máxima: CV (kW) @ rpm | 122 CV (90 kW) @ 5000                             | 150 CV (110 kW) @ 5500                                                         | 160 CV (118 kW) @ 5500                                   | 160 CV (118 kW) @ 5000-6200                       | 211 CV (155 kW) @ 5300-6200                       | 300 CV (220 kW) @ 6600     |
| Par máximo: Nm @ rpm           | 200 Nm @ 1500-4000                                | 220 Nm @ 1500-4500                                                             | 240 Nm @ 1500-4500                                       | 250 Nm @ 1500-4500                                | 280 Nm @ 1700-5200                                | 350 Nm @ 2400-5300         |
| Tracción                       | Delantera                                         | Delantera                                                                      | Delantera                                                | Delantera                                         | Delantera                                         | Total                      |
| Transmisión                    | Manual, 6 velocidades / Automática, 7 velocidades | Manual, 6 velocidades / Automática, 7 velocidades                              | Manual, 6 velocidades / Automática, 7 velocidades        | Manual, 6 velocidades / Automática, 7 velocidades | Manual, 6 velocidades / Automática, 6 velocidades | Automática, 6 velocidades  |
| Peso                           | 1440-1507 kg                                      | 1598-1647 kg                                                                   | 1472-1539 kg                                             | 1502-1551 kg                                      | 1537-1582 kg                                      | 1722-1773 kg               |
| Aceleración (0-100 km/h)       | 10.3-10.6 s                                       | 9.8-9.9 s                                                                      | 8.5-8.7 s                                                | 8.5-8.7 s                                         | 7.6-7.7 s                                         | 5.5-5.7 s                  |
| Velocidad máxima               | 200-205 km/h                                      | 212-214 km/h                                                                   | 218-220 km/h                                             | 218-220 km/h                                      | 233-238 km/h                                      | 250 km/h                   |
| Consumo combinado (L/100 km/h) | 5.9-6.4                                           | -                                                                              | 6.1-6.2                                                  | 6.9-7.1                                           | 7.2-7.9                                           | 9.3                        |

| Periodo                        | 2010-2014                                                  | 2011-2014                                                  | 2010-2014                                                  | 2010-2012                                                  | 2012-2014                                                  |
| Identificación del motor       | CAYC                                                       | CFFB                                                       | CBAB                                                       | CLLA, CFGB                                                 | CFGC                                                       |
| Tipo de motor                  | L4 16v, inyección directa, common-rail, turbo, intercooler | L4 16v, inyección directa, common-rail, turbo, intercooler | L4 16v, inyección directa, common-rail, turbo, intercooler | L4 16v, inyección directa, common-rail, turbo, intercooler | L4 16v, inyección directa, common-rail, turbo, intercooler |
| Diámetro x carrera             | 79.5 mm × 80.5 mm                                          | 81.0 mm × 95.5 mm                                          | 81.0 mm × 95.5 mm                                          | 81.0 mm × 95.5 mm                                          | 81.0 mm × 95.5 mm                                          |
| Cilindrada                     | 1598 cm³                                                   | 1968 cm³                                                   | 1968 cm³                                                   | 1968 cm³                                                   | 1968 cm³                                                   |
| Relación de compresión         | 16.5: 1                                                    | 16.5: 1                                                    | 16.5: 1                                                    | 16.5: 1                                                    | 16.5: 1                                                    |
| Potencia máxima: CV (kW) @ rpm | 105 CV (77 kW) @ 4400                                      | 140 CV (103 kW) @ 4200                                     | 140 CV (103 kW) @ 4200                                     | 170 CV (125 kW) @ 4200                                     | 177 CV (130 kW) @ 4200                                     |
| Par máximo: Nm @ rpm           | 250 Nm @ 1500-2500                                         | 320 Nm @ 1750-2500                                         | 320 Nm @ 1750-2500                                         | 350 Nm @ 1750-2500                                         | 380 Nm @ 1750-2500                                         |
| Tracción                       | Delantera                                                  | Delantera                                                  | Delantera / Total (4Motion)                                | Delantera / Total (4Motion)                                | Delantera / Total (4Motion)                                |
| Transmisión                    | Manual, 6 velocidades                                      | Manual, 6 velocidades / Automática, 6 velocidades          | Manual, 6 velocidades / Automática, 6 velocidades          | Manual, 6 velocidades / Automática, 6 velocidades          | Manual, 6 velocidades / Automática, 6 velocidades          |
| Peso                           | 1499-1547 kg                                               | 1580-1648 kg                                               | 1532-1656 kg                                               | 1591-1687 kg                                               | 1534-1558 kg                                               |
| Aceleración 0–100 km/h         | 12.2-12.5 s                                                | 9.8-10.0 s                                                 | 9.8-10.1                                                   | 8.5-8.8 s                                                  | 8.4-8.6 s                                                  |
| Velocidad máxima               | 193-198 km/h                                               | 208-213 km/h                                               | 207-211 km/h                                               | 217-227 km/h                                               | 224-227 km/h                                               |
| Consumo combinado (L/100 km/h) | 4.1-4.4                                                    | 4.7-5.3                                                    | 4.6-5.3                                                    | 4.6-5.6                                                    | 4.6-5.7                                                    |

## Passat Alltrack
En octubre de 2011 Volkswagen presentó en el Tokyo Motor Show el Passat Alltrack. El Passat Alltrack cierra la brecha entre los automóviles de turismo de Volkswagen y los SUV Tiguan y Touareg.
El Passat Alltrack ha aumentado la distancia al suelo de 135 a 165 mm que mejora el ángulo de aproximación de 13,5 a 16 grados, el ángulo de salida de 11,9 a 13,6 grados y el ángulo de rampa de 9,5 a 12,8 grados en comparación con el Passat estándar. El Passat Alltrack es el único turismo de VW que ofrece 4Motion con conducción off-road. El sistema off-road funciona junto con el ABS, el bloqueo electrónico del diferencial (EDL), y el sistema de asistencia de descenso de pendientes, función que sirve para el control del vehículo en caso de expedición de carretera.

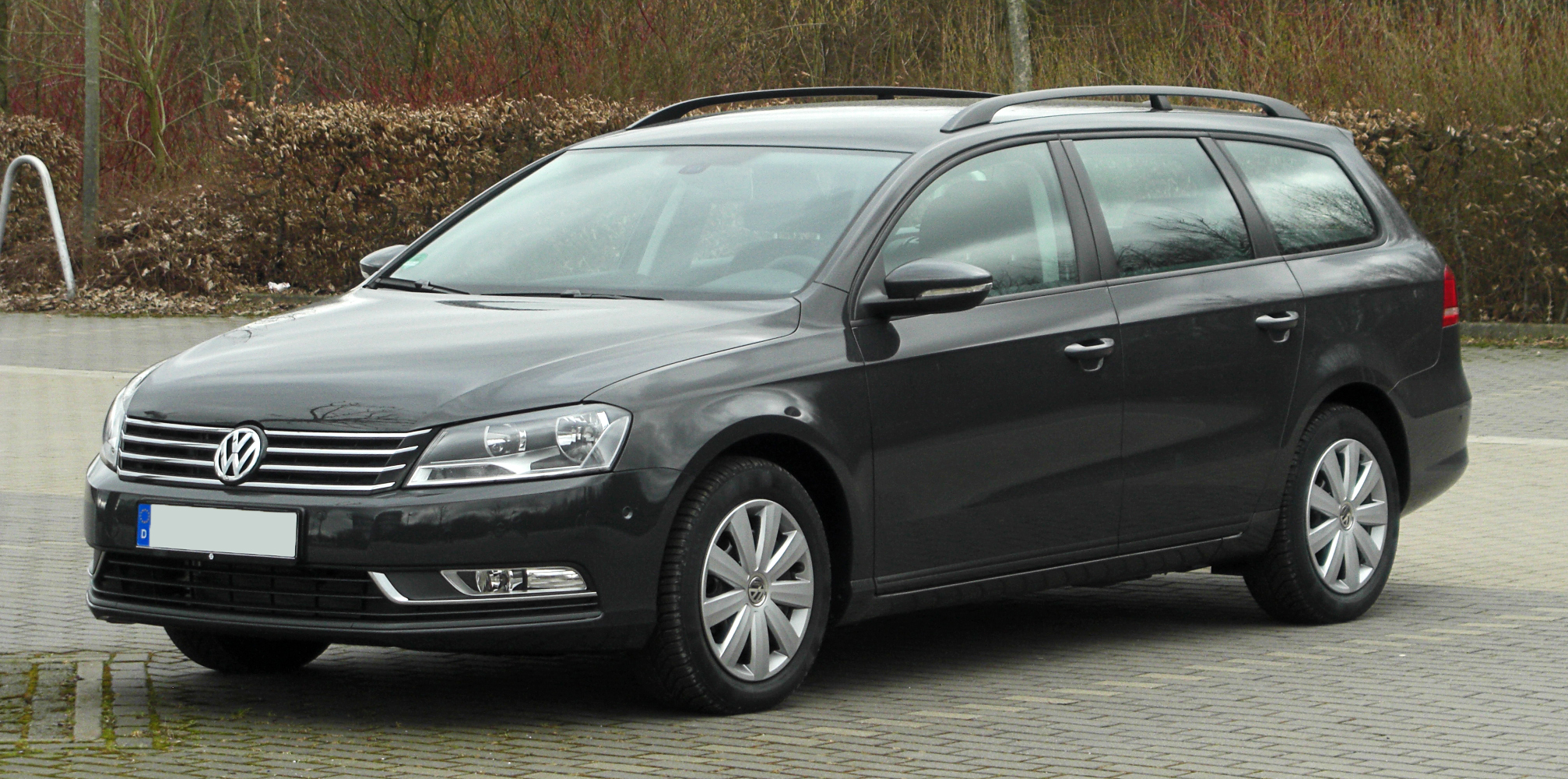
VW Passat Variant
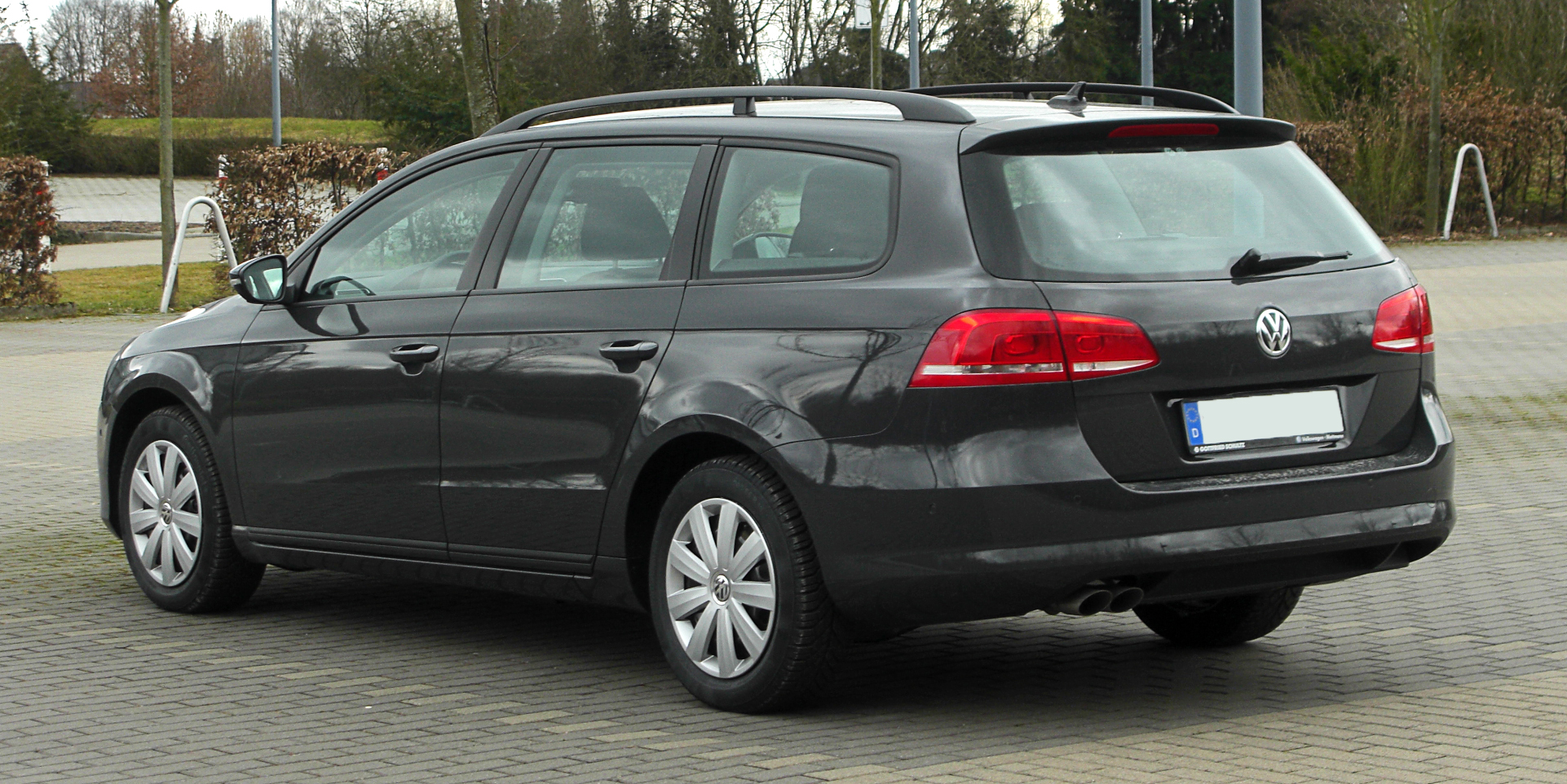
VW Passat Variant trasera.
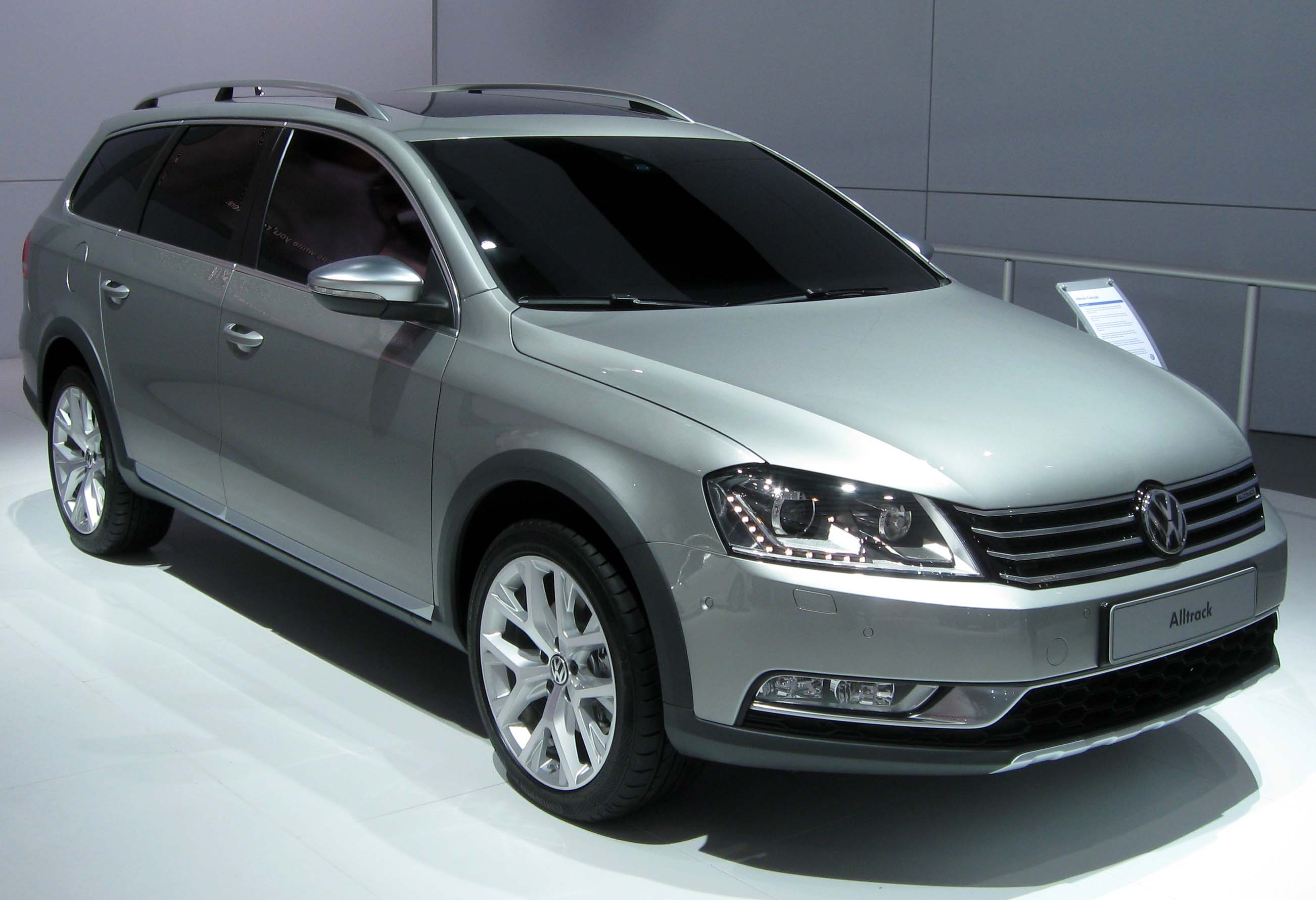
Volkswagen Passat Alltrack concept -- 2012 NYIAS

## Passat CC

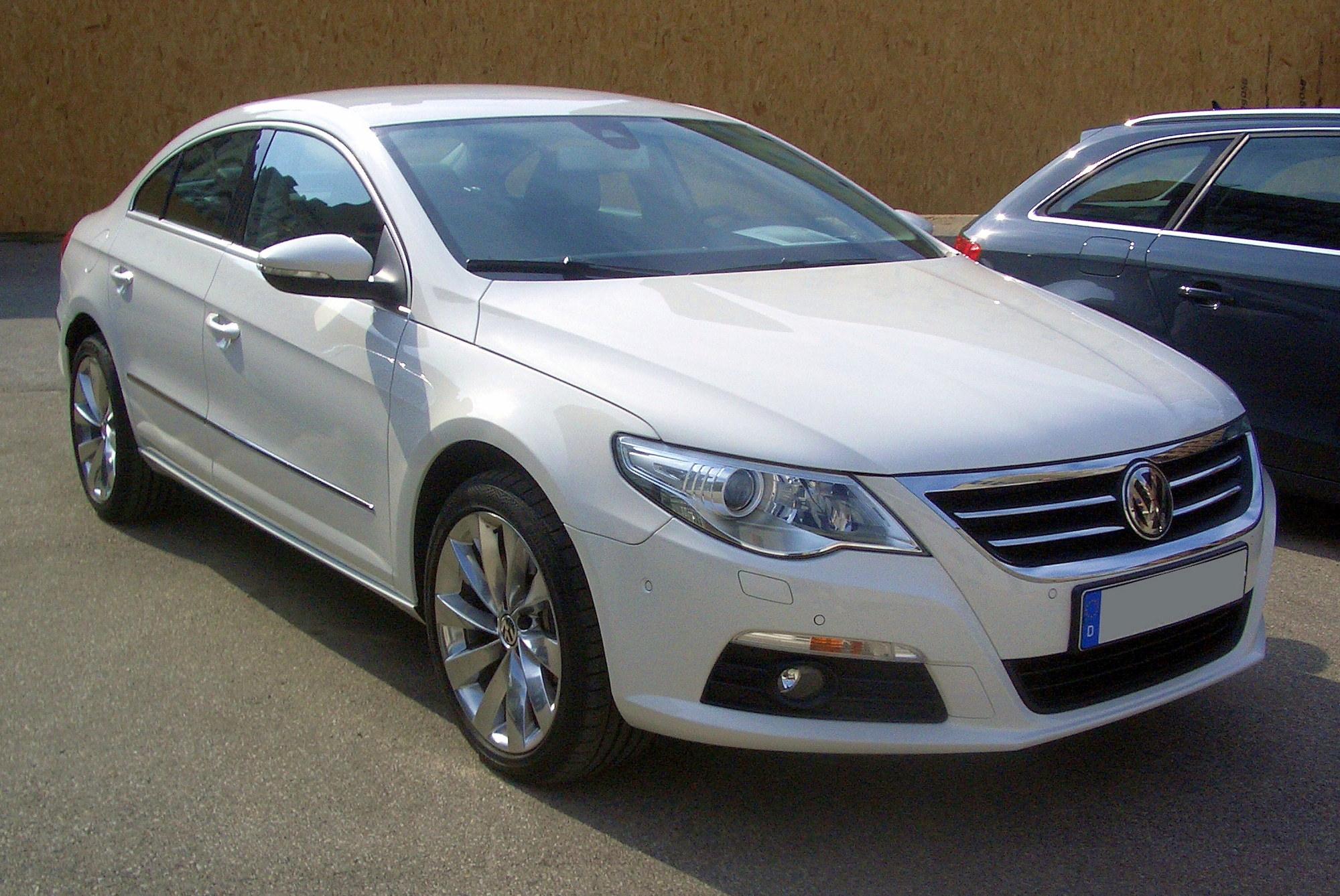
Volkswagen Passat CC pre-reestilización

El Volkswagen Passat CC ("Coupe Confort"), fue lanzado en 2009 en paralelo a la versión 7. Es una versión 4 puertas cupé o fastback del Volkswagen Passat que toma la plataforma de la sexta generación pero posee un diseño completamente distinto. Fue diseñado para competir con el Mercedes-Benz Clase CLS. Cubre el hueco entre el Passat y el Volkswagen Phaeton, que pertenecen a los segmentos D y F.  En los EE. UU., el nombre de "Passat" fue eliminado, y el coche se vende como "CC". Fue presentado en el Salón del Automóvil de Detroit de 2008. Se renueva con un restyling en 2012 dejando al modelo con rasgos más modernos acorde a la séptima generación.

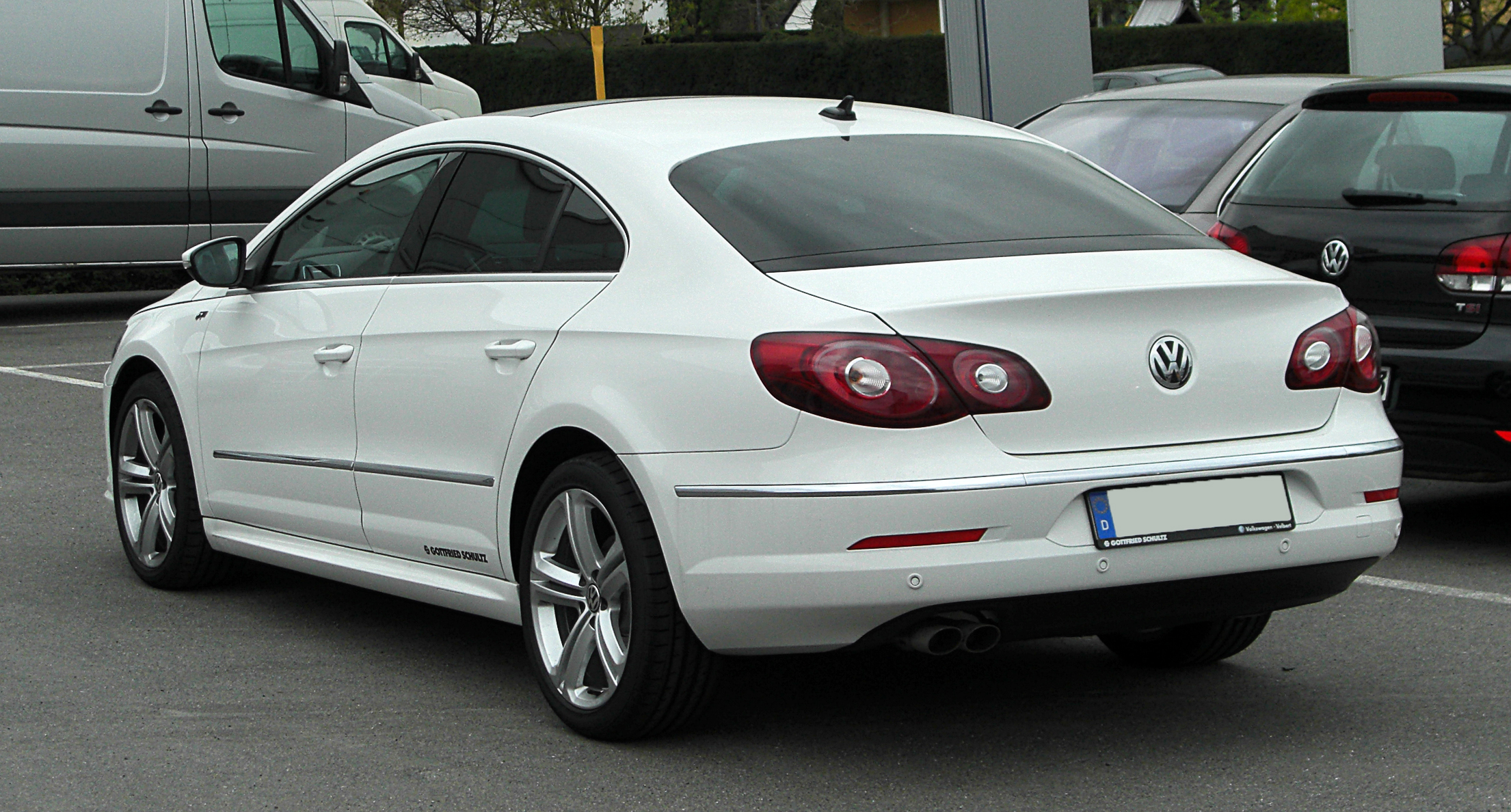
Volkswagen Passat CC pre-reestilización trasera.
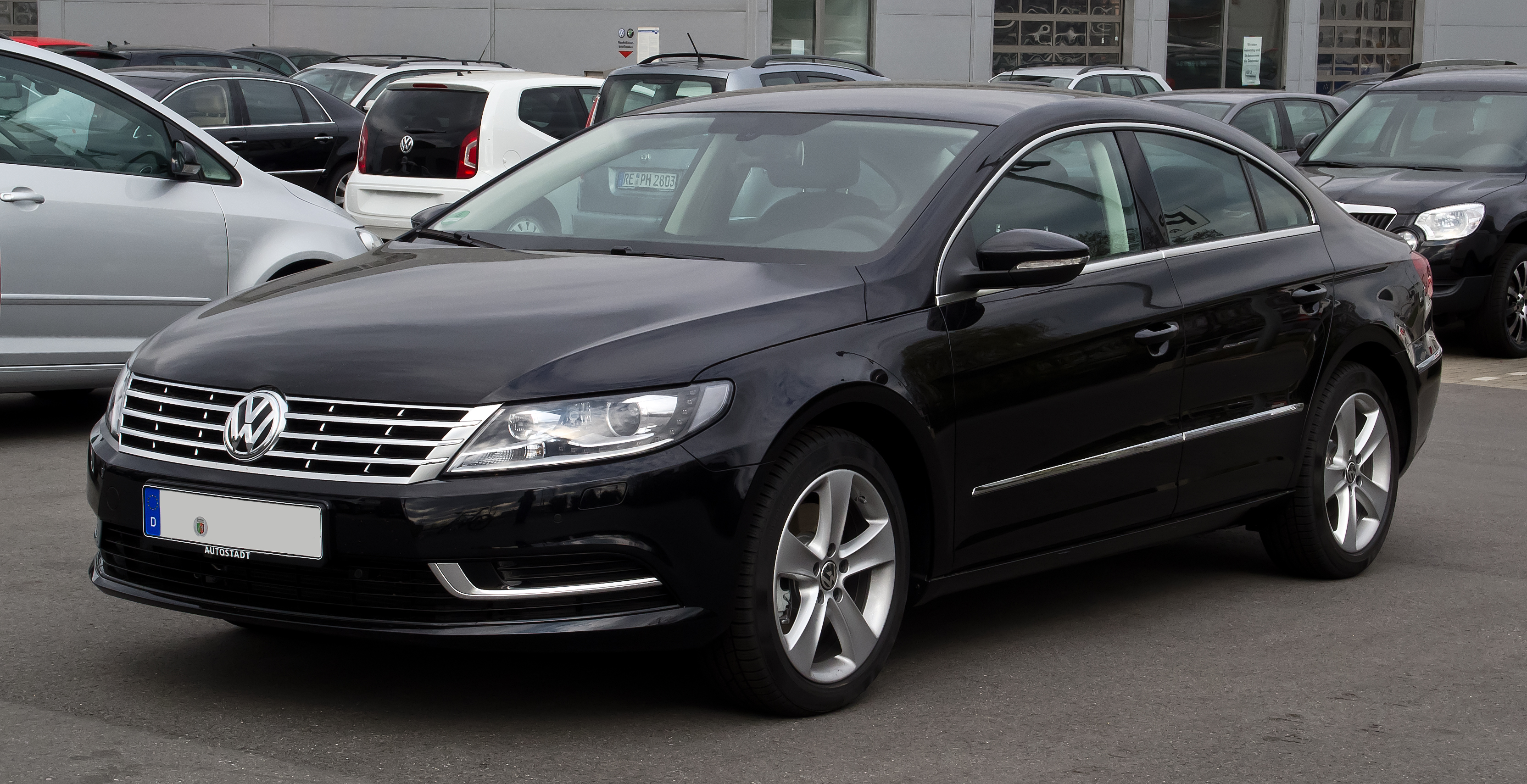
Volkswagen Passat CC reestilizado
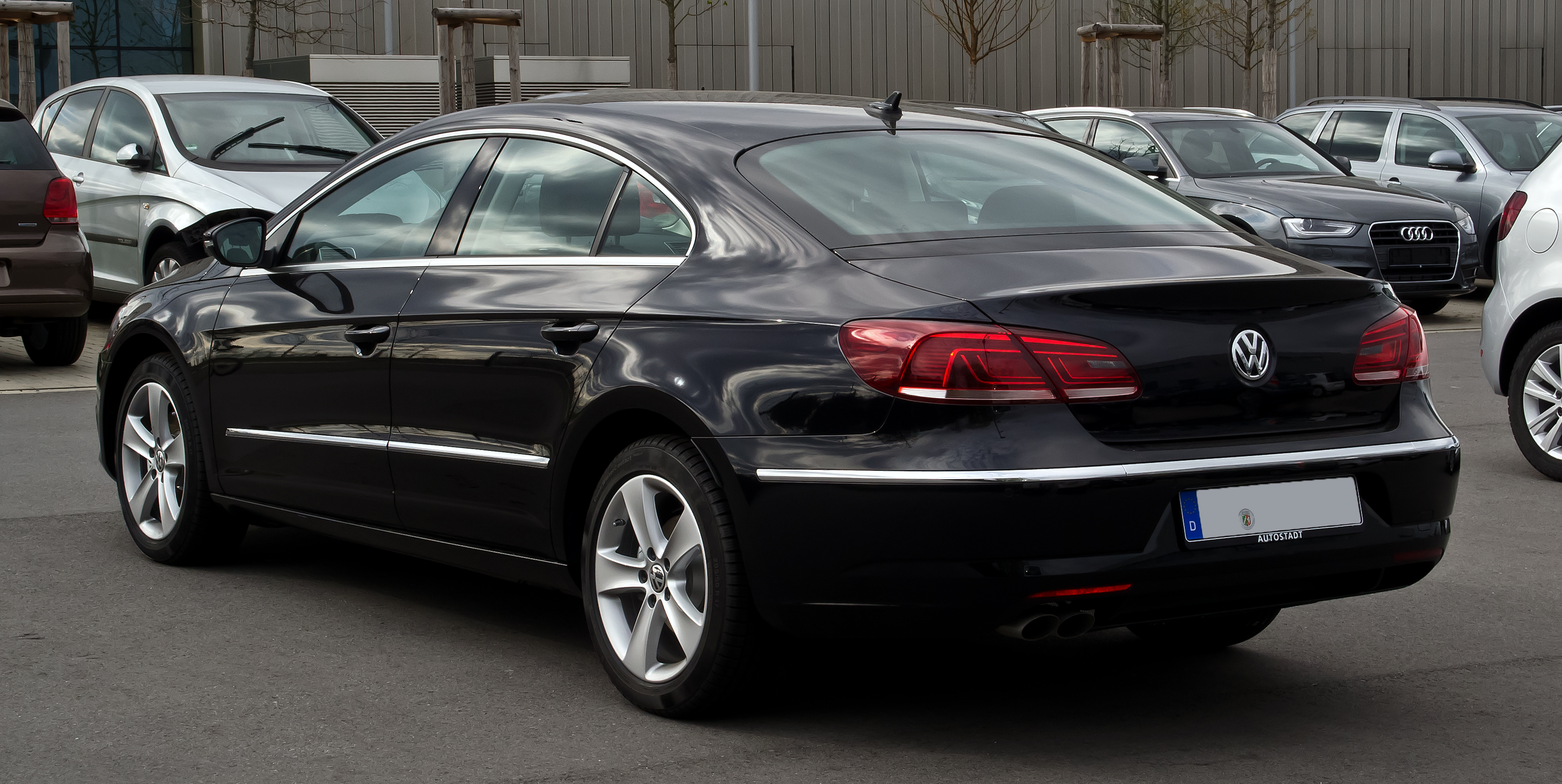
Volkswagen Passat CC Reestilización trasera.

Ciertos modelos diésel de esta generación forman parte del Escándalo de las emisiones de Volkswagen. Sus emisiones son mayores que las oficialmente documentadas y puede incurrir en impuestos medioambientales superiores en determinados países.